# Peter Mattei
Peter Mattei est un chanteur d'opéra baryton, né le 3 juin 1965, de nationalité suédoise.

## Carrière
Son premier rôle est celui de Nardo dans La finta giardiniera de Mozart, en 1990 au Drottningholm Court Theatre.
Il s'est entre autres produit au Metropolitan Opera de New York, à l'Opéra royal de Stockholm, au Festival de Glyndebourne, au Festival d'Aix-en-Provence et à la Scala de Milan.
Ses rôles importants comptent Papageno de La Flûte enchantée (Mozart), Posa de Don Carlo, le Comte et Figaro des Noces de Figaro (Mozart), Marcello de La Bohème, le rôle-titre de Don Giovanni (Mozart), Wolfram de Tannhäuser (Wagner), Billy Budd dans Billy Budd (Britten), etc.
Il se produit également en concerts, dans un répertoire très varié, s'étendant de la musique baroque à la musique contemporaine, en passant par le lied, en particulier le Winterreise de Schubert, qu'il a enregistré en 2019 avec le pianiste Lars David Nilsson. Il a également enregistré la Huitième Symphonie de Mahler avec Riccardo Chailly (sous Decca) et Don Giovanni (enregistré live au Festival d'Aix-en-Provence).

## Source
- Biographie extraite du programme de Le Nozze di Figaro présenté à l'Opéra national de Paris, en mars 2006.